# Genting Hong Kong
Genting Hong Kong war ein asiatisches Tourismusunternehmen, das die Kreuzfahrtmarken Star Cruises, Crystal Cruises und Dream Cruises sowie zeitweise die Norwegian Cruise Line betrieb.

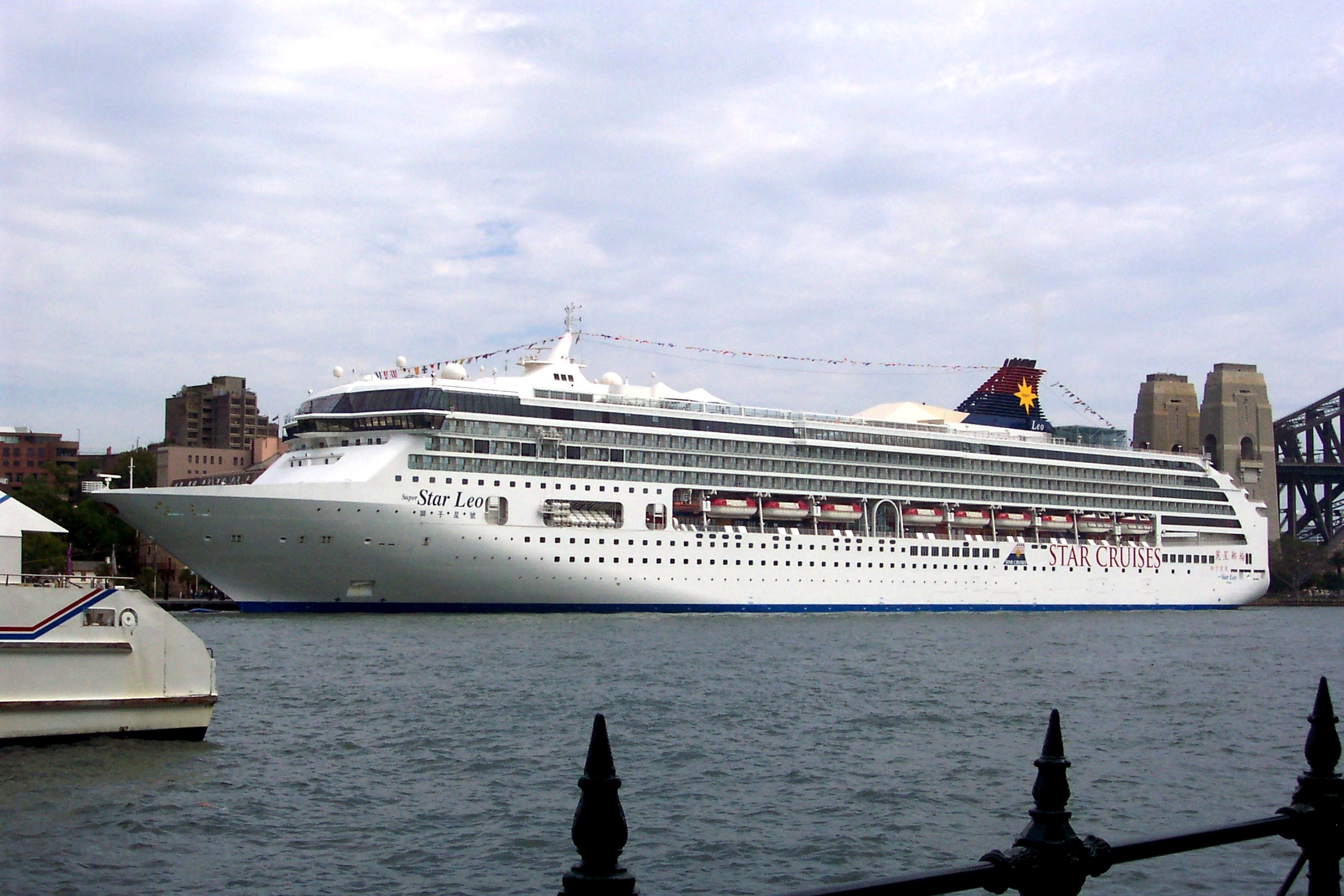
SuperStar Leo in Sydney

Genting Hong Kong besaß Beteiligungen an dem philippinischen Hotelkomplex Resorts World Manila. Das Unternehmen war ab 2010 zudem an der Börse Hongkong notiert, mit der malaysischen Muttergesellschaft Genting Group als Hauptaktionär. Seit 2016 besaß es auch vier deutsche Werften, welche 2022 Insolvenz anmeldeten.

## Geschichte
Das Unternehmen wurde unter dem Namen Galactica Limited am 10. November 1993 auf der Isle of Man gegründet und gehörte über Beteiligungen dem malaysischen Geschäftsmann Lim Goh Tong. Die Geschäftstätigkeit als Kreuzfahrtreederei begann im Dezember 1993.
Am 16. April 1997 erfolgte die Umwandlung in eine Public Limited Company und später die Umbenennung in Star Cruises PLC. Am 2. März 1998 erfolgte der Börsengang in Luxemburg und am 3. April 1998 folgte eine Zweitnotierung in Singapur. Am 30. November 2000 wechselte Star Cruises an die Hong Kong Stock Exchange und stellte die Notierung in Luxemburg ein.
Indem das Unternehmen am 31. Juli 2008 von der philippinischen Alliance Global Group eine Beteiligung in Höhe von 50 Prozent an deren Tochtergesellschaft Travellers für 335 Millionen US-Dollar erwarb, bildeten die beiden Unternehmen ein Joint Venture zur Errichtung von Hotel- und Casinokomplexen auf den Philippinen. Im August 2009 eröffnete das Resorts World Manila in direkter Nachbarschaft des Ninoy Aquino International Airport in Manila.
Im November 2009 erfolgte die Umbenennung von Star Cruises Limited in Genting Hong Kong Limited. Der neue Unternehmensname sollte die strategische Diversifizierung über das traditionelle Kreuzfahrtgeschäft hinaus hin zu Tourismusangeboten an Land wie Ferienparks und Casinos unterstreichen und gleichzeitig einerseits die Zugehörigkeit zur Genting Group, andererseits die Verbundenheit mit dem Unternehmenssitz in Hongkong signalisieren. Als Marke blieb Star Cruises erhalten.
Nach dem Börsengang der Norwegian Cruise Line Holding im Januar 2013 sank die Beteiligung von Genting Hong Kong an dem Unternehmen von 50 Prozent auf 43,4 Prozent. Im Zuge von Aktienverkäufen sank der Anteil zunächst weiter auf 37,7 Prozent (August 2013), dann auf 31,4 Prozent (Dezember 2013) und schließlich auf 27,7 Prozent (März 2014). Nach einer Kapitalerhöhung von NCLH im November 2014 reduzierte sich der Anteil auf 25 Prozent. Durch weitere Wertpapierveräußerungen verringerte sich die Beteiligung auf 22,1 Prozent (März 2015), dann auf 17,7 Prozent (Mai 2015) und schließlich auf 13,3 Prozent (August 2015). Ende 2018 trennte sich Genting Hong Kong von seinen Anteilen an der Norwegian Cruise Line.
Am 15. Mai 2015 wurde der Kauf des Luxuskreuzfahrtanbieters Crystal Cruises vom japanischen Nippon Yūsen zu einem Preis von 421,5 Millionen US-Dollar abgeschlossen. Damit gelangten zwei luxuriöse Kreuzfahrtschiffe, die Crystal Symphony und die Crystal Serenity, die beide etwa Platz für 1000 Passagiere bieten, in den Besitz der Genting-Gruppe. Außerdem gab Genting Hong Kong eine Bestellung für drei neue Schiffe der Exclusive Crystal Class bei der Lloyd Werft Bremerhaven in Auftrag, von denen das erste gegen Ende 2018 fertig gestellt werden sollte.
Im September 2015 erwarb Genting Hong Kong die Mehrheit (70 %) an der Lloyd Werft Bremerhaven, Anfang Januar 2016 wurden dann die restlichen Anteile an der Lloyd Werft Bremerhaven AG und der Lloyd Investitions- und Verwaltungs-GmbH übernommen.
Im März 2016 kaufte Genting Hong Kong die drei Werften der Nordic Yards in Wismar, Warnemünde und Stralsund, der Kaufpreis betrug 230,6 Millionen Euro. Hintergrund der Transaktion ist der Aufbau eigener Fertigungskapazitäten von Kreuzfahrtschiffen. Die drei Werften produzierten unter dem Namen MV Werften Kreuzfahrtschiffe.
2016 wurde mit der Indienststellung der Genting Dream eine neue Marke, Dream Cruises, gegründet.
Im August 2020 kündigte Genting Hong Kong aufgrund der wirtschaftlichen Folgen der COVID-19-Pandemie die vorübergehende Einstellung von Zahlungen an Gläubiger und Banken an. Am 10. Januar 2022 beantragten sowohl die Lloyd Werft als auch die MV Werften die Eröffnung von Insolvenzverfahren. Am 19. Januar 2022 folgte die Insolvenz von Genting Hong Kong. Am 7. Oktober 2022 wurde vom Obersten Gerichtshof von Bermuda die Liquidation angeordnet.